# Darevskia salihae
Darevskia salihae — вид ящірок з родини справжніх ящірок (Lacertidae). Описаний у 2022 році.

## Назва
Вид названо на честь Саліхи Шахін, матері одного з авторів таксона Мехмета Куршата Шахіна, яка померла незадовго до відкриття виду.

## Поширення
Цей вид є ендемічним у східній Туреччині. Мешкає у вузькій долині біля підніжжя гори Качкар в провінції Різе.